# Гнатонем Петерса
Гнатонем Петерса, или нильский слоник, или убанги (лат. Gnathonemus petersii) — вид пресноводных рыб из семейства мормировых. Видовое название дано в честь немецкого зоолога Вильгельма Петерса (1815—1883).
Гнатонем Петерса широко распространён в центральной и западной части Африки. Предпочитает покрытые густой растительностью участки рек с небольшим течением и мутной, тёмной водой.
Тело удлинённой формы, сжатое с боков. Брюшных плавников не имеет, грудные — высоко подняты, спинной и анальный плавники симметричные и расположены практически у основания раздвоенного хвоста. Место соединения тела с хвостовым плавником очень тонкое. Характерной особенностью рыбки является «рот», а точнее нижняя губа в виде хоботка, что придаёт ей сходство со слоном. Этот орган оснащён множеством нервных окончаний и может производить слабые электрические импульсы, позволяя рыбкам ориентироваться в мутной тёмной воде, искать пищу, партнёра и выявлять опасность. Окраска тела тёмно-коричневого цвета, практически чёрная. При определённом освещении может переливаться фиолетовыми оттенками. Спинной и анальный плавники с обеих сторон соединяют две светлые округлые дуги. Половой диморфизм выражен слабо. Самки крупнее, у них более округлое брюшко. В природе рыба может достигать длины до 25 см, но в неволе её размер обычно не превышает 15 см.

## Содержание в неволе
Содержать лучше стайкой как минимум из 3-4 особей, но лучше 5-7. В большой стае сородичей рыбы чувствуют себя комфортнее и реже проявляют агрессию. Необходим просторный аквариум — от 200 литров с оптимальными размерами (100 см х 45 см х 45 см), чем больше группа рыб, тем соответственно больше должна быть ёмкость. Необходимо слабое или приглушенное освещение, чтобы дать рыбе почувствовать себя в безопасности. Требует укрытия, причём их количество должно соответствовать или превышать число рыбок — гладкие камни, коряги и растения, которые могут выжить в условиях низкой освещенности, такие как анубиасы, папоротники рода Microsorium, можно использовать валлиснерию. В качестве субстрата подойдёт песок или другой мягкий грунт, в противном случае рыбки могут повредить хоботовидную нижнюю губу, что затруднит её кормление. Аквариум необходим с крышкой, так как рыбы могут выпрыгивать из воды.
Параметры воды
Температура +23…+28 °С, dGH 5-15 °Ж, pH — 6,0-7,5. Нужны фильтрация с аэрацией, очень чувствительны к качеству воды, треть которой необходимо менять каждую неделю. Спокойный и мирный вид. Совместим с любыми не агрессивными тропическими рыбами, при недостатке жизненного пространства внутривидовые столкновения неизбежны. Не должны селиться с очень активными или агрессивными видами рыб, поскольку не смогут конкурировать с ними во время кормления.
Питание
В условиях аквариума рыба вполне неприхотлива и принимает замороженные, живые и другие виды корма. Предпочитает мотыль, трубочник. Иногда можно разнообразить меню мелкими кусочками мяса или нежирной рыбы. Корм собирает на дне, сначала подбрасывает пищу наверх, а затем всасывает её. Нильский слоник довольно медленный и не может составить конкуренцию более активным соседям в борьбе за пищу, поэтому важно наблюдать, чтобы они получали достаточное количество пищи.
Размножение
Половой зрелости достигают в возрасте 2-3 лет. В естественных условиях самка может выметать до 2000 икринок, из которых через 10-15 суток вылупляются мальки. Пока успешных случаев размножения рыбок в аквариуме не зафиксировано.
При условии создания благоприятных условий нильский слоник может жить в неволе до 7—10 лет.